# Karl Fisslthaler
Karl Fisslthaler, též Fißlthaler (11. listopadu 1846 Schrems – 24. března 1921 Schrems), byl rakouský křesťansko sociální politik, na počátku 20. století poslanec Říšské rady, v poválečném období poslanec rakouské Národní rady.

## Biografie
Vychodil národní školu a vyšší reálnou školu v Linci. Absolvoval zemědělskou akademii v Mosonmagyaróváru. Působil jako zemědělský úředník, později coby majitel zemědělského hospodářství v Schremsu a od roku 1876 i jako poštmistr. Angažoval se v Křesťansko sociální straně Rakouska. Byl členem obecní rady v rodném Schremsu. Působil jako člen okresní školní rady. Zastával funkci předsedy zemědělského společenského spolku Kasino. V roce 1906 byl jedním z pořadatelů ustavujícího sněmu dolnorakouského rolnického svazu. Zasedal v zemské zemědělské radě. V roce 1918 byl vyslán na Státní soudní dvůr.
Zasedal i jako poslanec Dolnorakouského zemského sněmu. Zvolen sem byl v roce 1902 coby kandidát Křesťansko sociální strany za kurii venkovských obcí, obvod Waidhofen a. d. Thaya atd. Mandát na sněmu obhájil v roce 1909, nyní za kurii venkovských obcí, obvod Schrems, Litschau, Gmünd. Zemským poslancem byl do roku 1915. Od listopadu 1918 do května 1919 byl poslancem prozatímního zemského sněmu.
Na počátku 20. století se zapojil i do celostátní politiky. Působil jako poslanec Říšské rady (celostátního parlamentu Předlitavska), kam usedl ve volbách do Říšské rady roku 1907, konaných poprvé podle všeobecného a rovného volebního práva. Byl zvolen za obvod Dolní Rakousy 60. Mandát zde obhájil ve volbách do Říšské rady roku 1911. Ve vídeňském parlamentu setrval až do zániku monarchie. K roku 1911 se profesně uvádí jako majitel hospodářství.
Po volbách roku 1907 usedl do poslanecké frakce Křesťansko-sociální sjednocení, po volbách roku 1911 do Křesťansko-sociálního klubu německých poslanců.
Po válce zasedal v letech 1918–1919 jako poslanec Provizorního národního shromáždění Německého Rakouska (Provisorische Nationalversammlung).
Zemřel v březnu 1921.